# Metod Peternelj
Metod Peternelj, slovenski učitelj, zborovodja, intarzist * 10. september 1888, Cerkno, † 22. julij 1956, Cerkno.

## Življenje in delo
Rodil se je v premožni cerkljanski družini. Po očetovi zgodnji smrti (1890) je mati dala premoženje v najem stricu Petru, ki pa je zaradi slabega gospodarjenja vse izgubil. Mati se je s štirimi sinovi preselila v Gorico in se tam preživljala s tem, da je sprejemala študente na hrano. Metod je šele s 17. leti odšel na goriško gimnazijo kjer je končal prve tri razrede, nato v Kopru prvi razred učiteljišča, ostale tri pa v Gorici in leta 1912 maturiral. Prvo službo je dobil na Planini pri Cerknem. Od februarja 1915 je bil vojak na Soški fronti, kjer je hudo zbolel. Po vojni je ponovno učil na Planini pri Cerknem, od 1918-1928 pa je bil ravnatelj šole v Cerknem. Tu je poskusil odpreti podružnico tržaške Glasbene matice a mu je to fašistična oblast preprečila in ga premestila v Umbrijo kjer pa je ponovno zbolel. Ker so ga silili v fašistično stranko ter zaradi slabega zdravja se je leta 1933  odpovedal učiteljski službi. Do konca vojne je ostal doma v Cerknem brez službe, a kljub bolehnosti deloval na različnih kulturnih področjih: vodil je pevske zbore, sodeloval pri Učiteljskem pevskem zboru Srečka Kumra, ustanovil godalni krožek v Cerknem in bil odbornik pri Kmečki posojilnici. Po osvoboditvi pa je ponovno učil na cerkljanski šoli. Peternelj je bil odločen nasprotnik fašizma, vendar je vedno zagovarjal idejo, da se je potrebno proti temu zlu bojevati z razumom in ne z revolucijo.